# Micheil Kedia
Micheil Kedia, ros. Михаил Кедия (ur. w 1902 w Tyflisie, zm. w 1952 lub 20 sierpnia 1954) – gruziński emigracyjny działacz narodowowyzwoleńczy, współpracownik niemieckich służb specjalnych, kierownik Gruzińskiego Komitetu Narodowego podczas II wojny światowej, współpracownik amerykańskich służb specjalnych w okresie powojennym
Po zajęciu Demokratycznej Republiki Gruzji na początku 1921 roku, wyjechał do Niemiec, a następnie do Francji. Prowadził działalność handlową w Paryżu. Działał w emigracyjnych organizacjach gruzińskich. Po ataku wojsk niemieckich na ZSRR 22 czerwca 1941 roku, przybył do Berlina, gdzie podjął współpracę z niemieckimi służbami specjalnymi. Stanął na czele Przedstawicielstwa Kaukaskiego, które grupowało przedstawicieli emigracji gruzińskiej, armeńskiej, azerbejdżańskiej i północnokaukaskiej. Patronował sformowaniu oddziałów wojskowych „Tamara” w składzie Abwehry, które były przerzucane na tyły Armii Czerwonej. Kilkakrotnie odbywał podróże do Turcji, nawiązując kontakty z tamtejszymi kręgami emigracyjnymi i organizując przerzuty agentów do Gruzji. Wiosną 1942 roku uczestniczył w konferencji przedstawicieli emigracji kaukaskiej w berlińskim Hotelu Adlon. W tym samym roku objął kierownictwo Gruzińskiego Komitetu Narodowego. W II połowie 1942 roku wizytował bataliony Legionu Gruzińskiego walczące na Północnym Kaukazie. Skierował memorandum do władz III Rzeszy, domagając się utworzenia niezawisłej Gruzji. Od połowie 1944 roku starał się skontaktować z aliantami zachodnimi. Na początku 1945 roku przedostał się do Genewy. Współpracował z amerykańskim wywiadem wojskowym SIS. Brak jest dokładnych danych o jego śmierci. Według części źródeł w 1952 roku popełnił samobójstwo, według innych zmarł 20 sierpnia 1954 roku.